# سوسانا خاچاطریان
سوسانا ستراکی خاچاطریان (ارمنی: Սուսաննա Սեդրակի Խաչատրյան؛  زادهٔ ۱۳ آوریل ۱۹۰۹ - درگذشته ۱۷ دسامبر ۱۹۸۷) پرورش‌دهنده انگور اهل ارمنستان بود.

## زندگی‌نامه
وی در ۲۶ آوریل [سبک قدیمی: ۱۳ آوریل] ۱۹۰۹ در ایروان به دنیا آمد و از دانشگاه دولتی ایروان (۱۹۳۰) فارغ‌التحصیل گشت. همچنین برندهٔ جوایزی همچون نشان پرچم سرخ کار شده‌است. وی در ۱۷ دسامبر ۱۹۸۷ در سن ۷۸ سالگی در ایروان درگذشت و در آرامستان شاهومیان به خاک سپرده شد.

## یادداشت
1. ↑  կենսաբանական գիտությունների դոկտոր